# 劉克正
劉克正（1545年—1578年），字懋一，號海樵，廣東廣州府從化縣人，民籍，明朝政治人物。

## 生平
隆慶元年（1567年）丁卯科廣東鄉試第七名舉人，五年（1571年）中式辛未科會試第六名，三甲第七十七名進士。改庶吉士，萬曆元年（1573年）五月授翰林院檢討，四年（1576年）六月充《大明會典》纂修官。

## 家族
曾祖劉琰；祖父劉應科，貢士；父劉格，知縣。母歐陽氏。具慶下。